# 張陽春
張陽春（16世紀—17世紀），字文復，號見心，浙江温州衛官籍，河南汝寧府光州人，明朝政治人物。

## 生平
十一月二十九日生，治礼记。萬曆十三年（1585年）乙酉科舉浙江鄉試第七十八名，萬曆二十三年（1595年）乙未科會試第二十二名，廷試三甲第九十二名進士，禮部觀政，二十五年授福建尤溪县知县，以清白著，赎锾改建学宫，卒于官，无以为斂。

## 家族
曾祖张浩，浙江掌印都指挥。祖张大本，浙江佥書都指挥。父张時雨，温州卫指挥同知。母謝氏。慈侍下。弟阳暄（庠生）、阳纯（甲午经魁）、阳煦、阳旦（温州卫指挥佥事）。